# Chalcopsitta duivenbodei
Lóris-castanho ou lóri-castanho (Chalcopsitta duivenbodei) é uma espécie de ave da família Psittacidae.
Pode ser encontrada nos seguintes países: Indonésia (Nova Guiné Ocidental
) e Papua-Nova Guiné.
Os seus habitats naturais são: florestas subtropicais ou tropicais húmidas de baixa altitude.